# Eugeniusz Kijewski
Eugeniusz Kijewski (Poznań, 25 aprile 1955) è un ex cestista e allenatore di pallacanestro polacco.

## Carriera
Con la Polonia ha disputato i Giochi olimpici di Mosca 1980 e tre edizioni dei Campionati europei (1979, 1981, 1983).
Da allenatore ha guidato la Polonia ai Campionati europei del 1997.

## Palmarès

### Giocatore

#### Squadra
- Campionato polacco: 4

Lech Poznań: 1982-83, 1983-84, 1988-89, 1989-90
- Coppa di Polonia: 1

Lech Poznań: 1984

#### Individuale
- Polska Liga Koszykówki MVP: 3

Lech Poznań: 1978-79, 1981-82, 1985-86

### Allenatore
- Coppa di Polonia: 3

Prokom Sopot: 2000, 2001, 2006
- Supercoppa polacca: 1

Prokom Sopot: 2001